# Jubilé (nouvelle)
Jubilé est une nouvelle d’Anton Tchekhov, publiée en 1886.

## Historique
Jubilé est initialement publié dans la revue russe Le Journal de Pétersbourg, numéro 344, du 15 décembre 1886, sous le pseudonyme A.Tchekhonte. Aussi traduit en français sous le titre Le Jubilé.

## Résumé
La troupe du théâtre offre un dîner au restaurant Kars en l’honneur des vingt-cinq années passées au service de l’art du tragédien Tigrov.
Le jeune premier Violanski fait un discours sur l’acteur même moyen qui serait plus utile que les ponts ou le chemin de fer…On offre ensuite un album photographique à Tigrov. Toute la troupe s’est fait prendre en photo, mais les photos sont ratées et on ne reconnaît personne. Puis Grégori Borstchov prend la parole pour vanter le mauvais caractère du jubilaire.
Tigrov se lance dans une diatribe où il annonce qu’il va maintenant régler ses comptes contre ceux qui ont intrigué contre lui. Tout le monde attend, mais l’imprésario Pheniksov-Diamantov fait une courte apparition. Tigrov reprend son discours pour attaquer les exploiteurs et des bourreaux de l’art. Diamantov, qui se sent visé, le coupe tout en mangeant : il n’est pas d’accord et n’a que faire des paroles de Tigrov. 
Après le dîner, n’ayant pas un kopeck en poche, les acteurs vont revendre l’album au photographe pour se payer à boire.

## Édition française
- Le Jubilé, traduit par Edouard Parayre, Les Éditeurs français réunis, 1958.